# Paperino e la ghiacciata dei dollari
Paperino e la ghiacciata dei dollari (The Big Bin on Killmotor Hill), nota anche come Paperone e la ghiacciata di dollari, è una storia a fumetti in dieci tavole di Carl Barks, pubblicata per la prima volta su Walt Disney's Comics and Stories n. 135 del dicembre 1951. È nota per essere la prima storia in cui appare il deposito di zio Paperone sulla collina Ammazzamotori.

## Trama
Paperon de' Paperoni invita Paperino e i nipotini a visitare il suo nuovo deposito blindato, protetto da muri e tetto spessi quattro metri, da un campo minato e da un fossato pieno di acido solforico e posizionato in cima a una collina in modo da non essere avvicinabile di nascosto. Una volta arrivato, Paperino scorge da uno dei periscopi la Banda Bassotti intenta a scavare: Paperone si agita, perché sebbene i muri e il tetto del suo deposito siano corazzati, il pavimento non lo è (per risparmiare) e quindi teme che i malviventi possano perforarlo, rubandogli la sua fortuna. Paperino suggerisce allora di riempire il deposito d'acqua, così da spazzare via i Bassotti qualora avessero raggiunto il deposito con un tunnel; tuttavia, la notte è particolarmente fredda e l'acqua all'interno del deposito ghiaccia, squassandone le pareti. Il denaro di Paperone, in un blocco ghiacciato, scivola fino ai piedi della collina, cadendo preda dei Bassotti; a Paperone non resta che inseguire Paperino.

## Edizioni
Paperino e la ghiacciata dei dollari fu pubblicata per la prima volta negli Stati Uniti su Walt Disney's Comics and Stories n. 135 del dicembre 1951, e ristampata più volte a partire dagli anni ottanta. Fu pubblicata anche in diverse nazioni europee oltre che in Australia, Brasile, Cile, India, Indonesia, Fær Øer e Messico. In Italia fu pubblicata su Topolino n. 39 del marzo 1952, col titolo Paperone e la ghiacciata di dollari; in questa prima traduzione il deposito viene definito un magazzino. Dopo due ristampe su altre collane, nell'aprile 1993 la storia fu pubblicata nel n. 43 di Zio Paperone in un'edizione ritradotta e ricolorata, utilizzata anche per la maggior parte delle successive ristampe.

## Accoglienza
Come per la precedente Paperino e la banda dei segugi, Thomas Andrae individua la storia come la prima in cui Paperone appare come un personaggio vulnerabile, pur se questo nuovo aspetto non è ancora volto ad accattivarsi le simpatie del lettore. Barks lo usa piuttosto per mettere in ridicolo gli aspetti deteriori del capitalismo: Paperone ricava dalla sua ricchezza solo una costante preoccupazione. L'ossessione di Paperone per i pericoli a cui è esposto il suo denaro e le sue azioni impulsive risultano nella sua disfatta finale, con la perdita della sua intera ricchezza; quest'ultimo elemento ha però solo la funzione di espediente comico e contrappasso per la sua avarizia, mentre in storie successive verrà utilizzato per umanizzare il personaggio.